# Fortifications de Caen
Les fortifications de Caen ont longtemps été un signe de la richesse de la cité, bien qu’elles n’aient pas permis de protéger la ville des agressions extérieures, notamment pendant la guerre de Cent Ans. C'est un des éléments les plus importants du patrimoine militaire de Caen.

## Historique

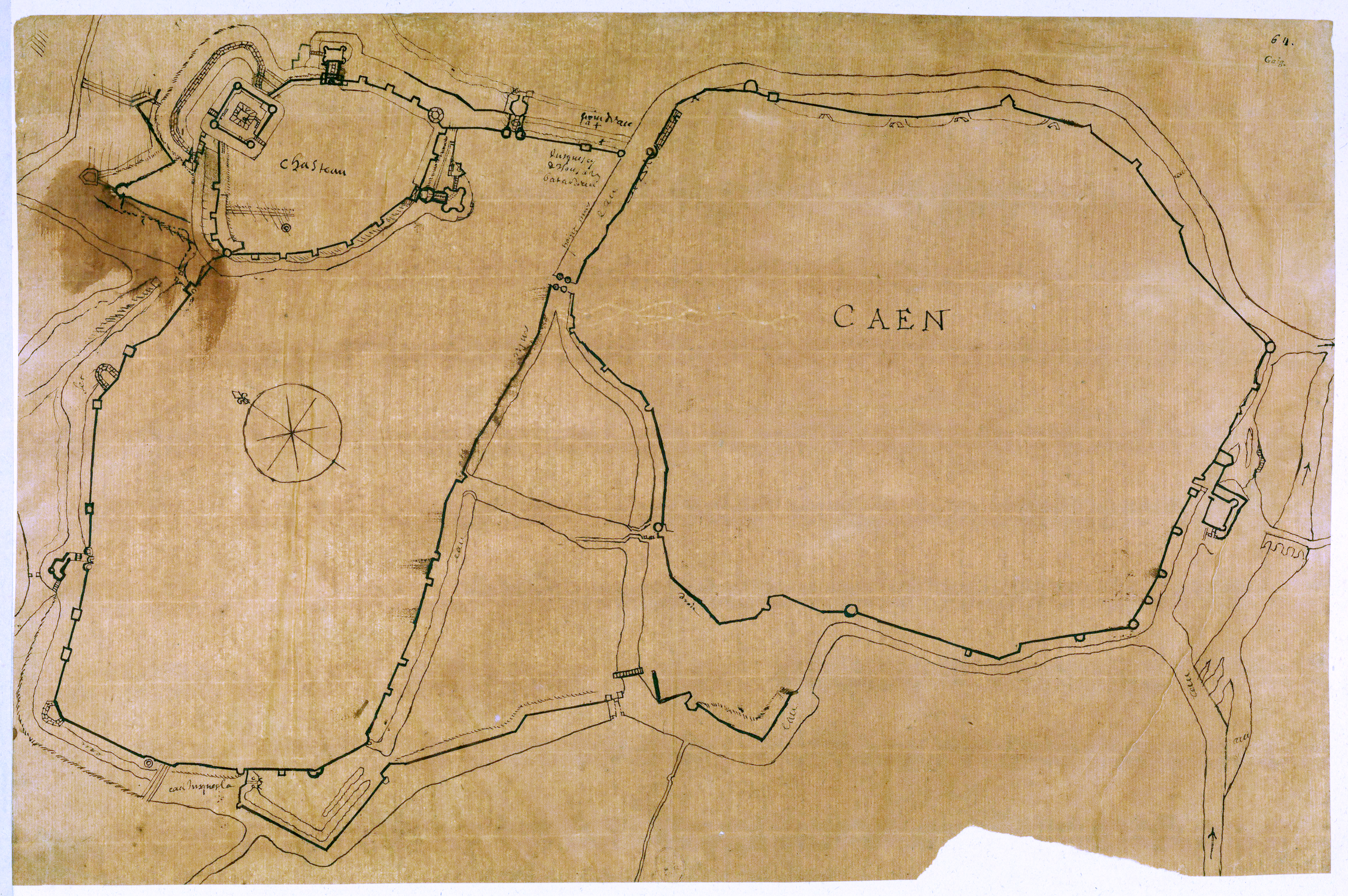
Plan de fortifications de la ville et du château dessiné vers 1695-1713.

Le premier témoignage historique de l'existence de la ville de Caen est une charte de l’abbaye de la Trinité de Fécamp datant de 1025 qui mentionne des églises, un port, des moulins, un marché et d’autres activités, mais la ville était encore ouverte. La ville s'entoure de murs dès la conquête de l'Angleterre. Constituée en réalité de plusieurs ensembles fortifiés, la ville garda longtemps un développement multipolaire.
Après le sac de la ville par le roi d'Angleterre Édouard III en 1346, les habitants demandèrent à Philippe de Valois l'autorisation de relever les fortifications, celles du château étant intactes, ce qui fut fait, mais aux dépens des demandeurs. Après les guerres de Religion, le château perd de son importance militaire. Cependant, Vauban dira à propos de la place que « c'est une forteresse sur laquelle on peut compter ».
Les remparts furent démantelés au XVIIIe siècle, mais il demeure quelques vestiges disséminés dans la ville.

## Les ensembles fortifiés
Au XIIe siècle, la ville n'est pas une place forte, mais constituée de plusieurs fortifications autonomes : bourg l'Abbé (vers Saint-Étienne), bourg l'Abbesse (crée autour de l'abbaye  fondée par la reine Mathilde), et bourg le Duc (le château). C'est Philippe Auguste qui fera construire des remparts qui « souderont » les fortifications les unes aux autres. Il fera également construire les deux tours rondes dites de la Reine Mathilde, vers l'avenue de la Libération, et la tour Puchot ou de Saint-Julien, vers la rue de Geôle, et il aménagera la porte des Champs.

### Le château

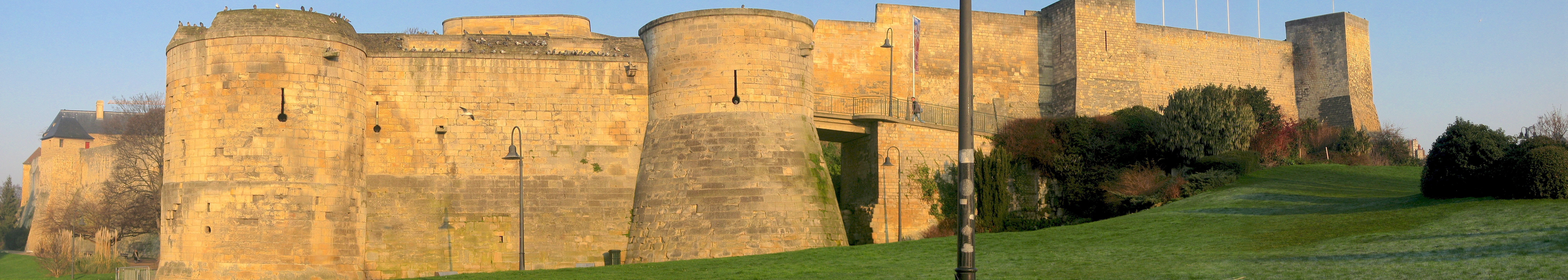
Vue panoramique de l’entrée du château de Caen.

Vers 1060-1080, la muraille du château de Caen est construite. Ces remparts sont maintes fois réaménagés mais l’emprise du château n’a que peu évolué depuis le XIe siècle. Les accès au château en revanche ont été modifiés au fil des siècles. À l’origine, l’accès se faisait par une tour-porte au nord à proximité immédiate du donjon ; au sud, on trouvait une petite poterne accessible depuis un étroit sentier assez abrupt. Au XIIIe siècle, quand la ville devient française, Philippe Auguste fait construire une courtine autour du donjon et on supprime partiellement l’entrée nord. Un nouvel accès principal, la Porte des Champs ou de la Pigacière, est alors construit au nord-est de l’enceinte. Elle est précédée au XIVe siècle par une barbacane. À la même époque, une véritable entrée est aménagée au sud avec la construction de la porte Saint-Pierre qui est, un siècle plus tard, au XVe siècle, également dotée d’une barbacane. L’enceinte, hérissée de tours, est entourée de fossés  que l’on peut encore voir aujourd’hui. Les murailles de la ville se rattachent à l'enceinte du château au niveau de la tour Puchot à l'ouest et de la tour Mathilde à l'est. Ces deux tours ont été construites au début du XIIIe siècle.

### Bourg-le-Roi

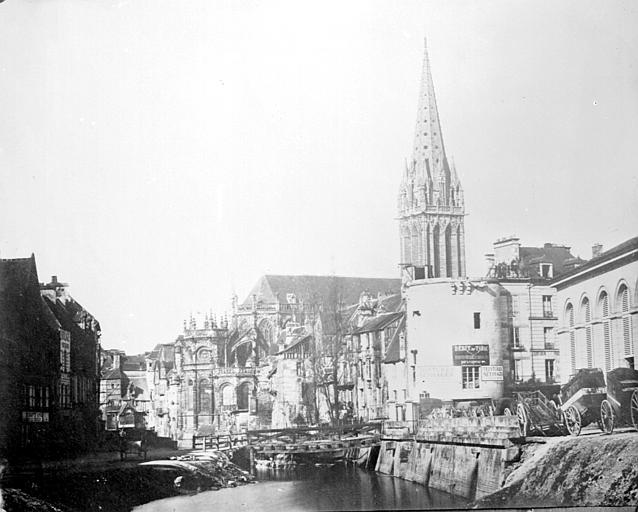
La Tour Leroy sur les bords de l’Odon avant la couverture de la rivière en 1860.

Sous Guillaume le Conquérant, la cité au pied du château est également clôturée. D'après les chartes de l'abbaye aux Hommes, créée à cette même époque, les travaux commencent après la conquête de l’Angleterre et sont terminés en 1077. Dans l'une des premières chartes de Saint-Étienne, il est fait notion du bourg « à partir du mur vers l'ouest ». À d'autres endroits, il ne doit s'agir sûrement que d'une levée de terre semble-t-il précédée d'un fossé, puisque qu'un texte de 1083 mentionne une partie du cimetière Saint-Étienne-le-Vieux comme étant « située à l'extérieur du fossé au roi ». Cet ouvrage était peut-être surmonté d'une palissade en bois. La valeur défensive de l'ensemble est toutefois hypothétique. Il semble plutôt qu'il était destiné à délimiter le Bourg-le-Duc des faubourgs placés sous la juridiction des abbayes. Aucune preuve archéologique ou textuelle ne fait d'ailleurs mention d'ouvrages au nord et au sud du bourg ; peut-être la présence de barrière naturelle (le coteau de Bagatelle au nord et la rivière au sud) semble-t-elle suffisante. Le clos enserre la paroisse de Saint-Sauveur, une grande partie des paroisses Notre-Dame, Saint-Étienne et Saint-Pierre et une portion plus congrue des paroisses Saint-Martin et Saint-Julien, la majeure partie de ces dernières étant placées de fait en position de faubourg.
Au début du XIIIe siècle, il est plausible que l'octroi de privilèges communaux soit accompagné d'un renforcement des structures défensives de la cité. Bien qu'aucune source écrite n'accrédite cette thèse, il est probable que les murs est et ouest prennent leur caractère militaire à cette époque. Il ne s'agit probablement que d'une palissade en bois percée de portes. La mention de la porte au Berger en 1245 serait la première référence à ces fortifications. Ce n'est toutefois qu'après la prise de la ville par les Anglais en 1346 que sont entrepris la construction d'une enceinte en pierre, le roi Philippe de Valois donnant des lettres patentes pour que les Caennais reconstruisent les murailles à leur frais. Charles le Sage autorise l'abbesse de la Trinité en 1358 à prélever un impôt supplémentaire afin de financer les travaux de renforcement. Les murs, d'une épaisseur de 6 à 7 pieds, sont surmontés d'un chemin de ronde et flanqués de 32 tours rondes ou carrées, avec plate-forme pour l'artillerie ; le tout étant protégé par des fossés ou par des cours d'eau. Les différents ouvrages sont construits entre 1346 et 1363. Au nord, le nouveau mur précédé d'un fossé abrupte, creusé au pied du coteau, se prolonge jusqu'au douve du château dont il est séparé par un mur. Au sud, les « petits murs », larges d'environ 2,10 m, sont élevés le long de l'Odon et une muraille est érigée entre le pont Saint-Pierre et le mur oriental à l'emplacement de l'actuel chevet de l'église Saint-Pierre. Le mur oriental est également reconstruit, comme l'atteste une source datant de 1409, et précédé d'un fossé. À l'ouest, un nouveau mur est également dressé, légèrement plus proche de l'église Saint-Étienne-le-Vieux que les ouvrages en terre qui l'ont précédé.
Endommagés lors des sièges de la ville en 1417 et en 1450, cet ensemble d'ouvrage est reconstruit. Après la reprise en main de la ville par les Français, le système défensif est remanié par la construction de deux tours rondes protégeant l'angle nord-ouest (tour Chastimoine) et le flanc nord (tour de Silly) de la ville. L'enceinte prend alors sa forme définitive. Les murs semblent avoir été construits rapidement. Des fouilles menées sur le rempart nord en 1970 ont démontré que ce dernier reposait sur des fondations très peu profondes. L'emploi de ces méthodes de construction peu appliquées expliquerait la rapide détérioration des murailles qui durent être reprises dès le XVIe siècle.
Au XVIe siècle, des travaux d'entretien et de réfection sont menés. À la fin des années 1570, la Porte Millet et la Porte au Berger sont réparées. Dans les années 1580, la porte de Bayeux est rénovée et un corps-de-garde est construit pour la protéger. Dans les années 1590, c'est la Porte Saint-Julien qui fait l'objet de travaux.

### L'île Saint-Jean

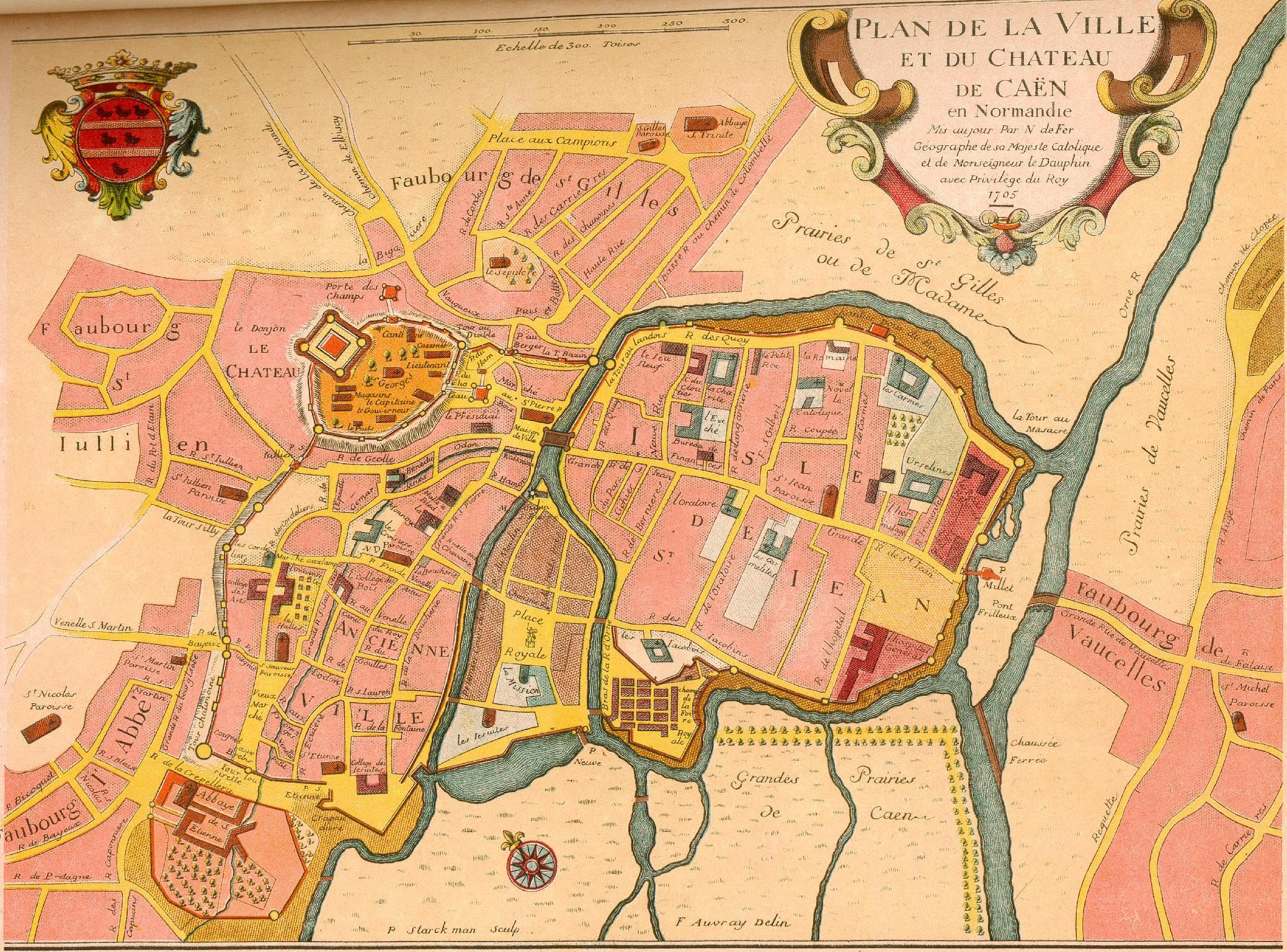
Plan de Caen daté de 1705.

Le nouveau duc de Normandie Robert Courteheuse, fils de Guillaume fait creuser au début du XIIe siècle un canal entre la Noë (petit bras d’eau) et l'Orne. Il fait aussi construire une première muraille à partir de 1102. Afin que la nouvelle rivière artificielle soit toujours en eau, il fait détourner une partie du cours de l’Orne grâce à la construction d’un barrage nommé la Chaussée Ferrée. Saint-Jean devient ainsi une île. Mais ces cours d'eau peuvent être traversés à gué pendant l'été. Ainsi en 1343, en prévision d'une attaque de la ville par les Anglais, une palissade en bois est élevée le long des rivières. Cette enceinte n'empêche pas la prise de la ville par Édouard III d'Angleterre. C'est alors qu'est prise la décision d'ériger une ligne de remparts autour de l'ilot. Elle part de la tour au Landais (en face de la tour Leroy, longe le bras de l'Orne jusqu'au sud (actuel quai Vendeuvre) puis repart vers l'ouest vers le canal Robert pour finalement rejoindre les petits près. L'enceinte est relevée après les sièges de 1417 et 1450.
Au Moyen Âge, le port de Caen est aménagé sur les berges de l'Odon, côté Saint-Jean. Il est protégé par la tour Leroy, sur la rive gauche, et par la tour aux Landais, sur la rive droite, reliées entre elle par une chaîne interdisant l'accès au canal de l'Odon qui baignait le chevet de Saint-Pierre et les remparts du Bourg-le-Roi (rue du Moulin).

### Les abbayes
L'abbaye aux Hommes et l'abbaye aux Dames sont fondées au milieu du XIe siècle par le couple ducal. Elles sont probablement entourées d'un mur marquant les limites de leurs propriétés et les protégeant des pillards. Toutes les deux ont juridiction sur les faubourgs qui les environnent ; ainsi sont formés le Bourg-l'Abbé autour de Saint-Étienne et le Bourg-l’Abbesse autour de la Trinité et de Saint-Gilles. Pendant la guerre de Cent Ans, la ville est prise et dévastée à plusieurs reprises ; les abbayes subissent également les assauts des belligérants. L'abbaye aux Dames reçoit en 1359 l'autorisation de collecter une taxe afin de renforcer leurs défenses. L'abbaye aux Hommes est également fortifiée. En février 1433, Henri VIII d'Angleterre, qui occupe la ville depuis 1417, ordonne l'abaissement des murs des bourgs abbatiaux. Les murailles sont en fait conservées, mais les fossés de l'abbaye aux Dames sont comblés.

### Les nouvelles fortifications des Petits Près (dite des Tenailles)

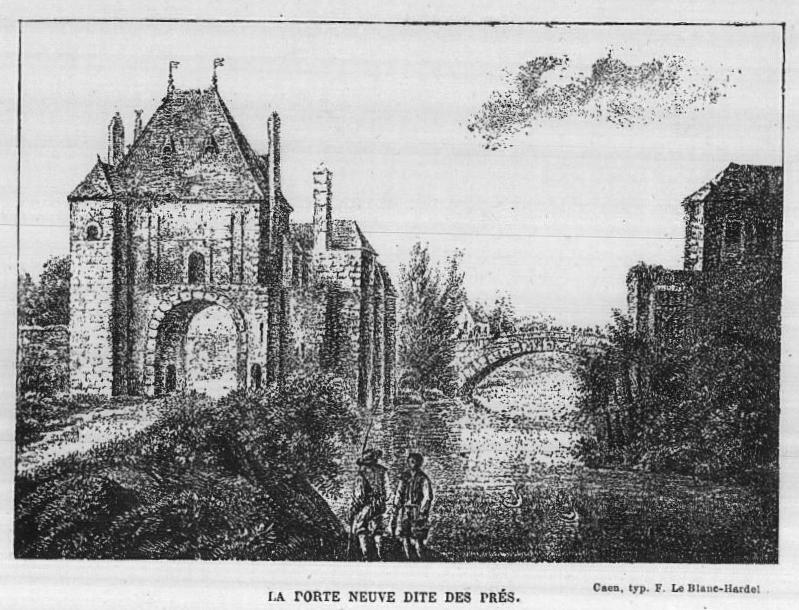
Porte Neuve, construite vers 1590 et détruite en 1798.

Les deux ensembles fortifiés de Bourg-le-Roi et de Saint-Jean ne forment pas un ensemble cohérent. Entre les deux agglomérations, un morceau de campagne, les Petits Prés, pénètre jusqu'au cœur de la ville.
Des projets de nouvelles fortifications sont proposées en 1462, puis en 1495. En 1512, Louis II de La Trémoille fait aménager une chaussée surélevée précédée d'un fossé entre la porte de la Boucherie et la porte Saint-Jacques (côté ouest de l'actuelle place de la République). Charles de Bourgueville décrit le rempart comme comprenant « quatre grandes espaces vuides, soustenues de sommiers et gistes, pour y planter le canon à baterie sur ladicte  prairie, contre ceux qui voudroyent assaillir la ville de ceste part-là ». Les deux portes permettant d’accéder à ce boulevard sont également remaniées afin qu'on puisse y faire passer les pièces d'artillerie si besoin.
Le 5 août 1569, un bastion est élevé entre la porte Saint-Étienne et le Grand Odon. Mais ce bastion est mal connu car il est rapidement détruit. Alors qu'une grande partie de la Normandie choisit le camp de la Ligue, Caen choisit de rester fidèle au roi. Elle donne ainsi l'asile aux membres fidèles du Parlement de Normandie. Dans ce contexte, il apparait crucial de renforcer les défenses de la ville. En 1590, les échevins ordonnent la construction d'une nouvelle muraille entre la porte Saint-Étienne et l'île de la Cercle. Ce rempart doit s'appuyer sur deux bastions élevés l’un près de la porte Saint-Étienne, appelé bastion des Jésuites à partir du XVIIe siècle, l’autre dans la Cercle des Jacobins. Les opérations débutent mais sont suspendues pendant plus d’un an. Au milieu du mois de juin 1592 Léonor Chabot-Charny et Odet Goyon de Matignon arrivent à Caen, accompagnés de Jean Errard. Le 7 juillet 1592, Guillaume de Condren, commissaire député par le roi pour les fortifications, présente aux échevins un mémoire sur ce qui lui semblait le plus nécessaire améliorer rapidement les défenses. Ce plan prévoit la construction de trois bastions reliées par une nouvelle muraille : l'un à l'angle de l'Orne et de l'île Saint-Jean, notamment pour défendre Vaucelles ; l'un dans la Cercle et le troisième au sud-ouest du Bourg-le-Roi à l'emplacement de l'ancien bastion Saint-Étienne. Les travaux sont immédiatement lancés. Afin de construire le bastion Saint-Étienne, le quartier de la Crapaudière, situé sur l'île Regnaud entre la porte Saint-Étienne et l'abbaye aux Hommes, est en grande partie rasé,. Le cours du Grand-Odon est également dévié. Une partie de ses eaux sont divertie vers le nord afin de remplir le fossé préexistant jusqu’au mur qui, en portant un canal, permet au Petit Odon d’entrer dans la ville. Enfin vers le sud, la rivière également relié à un fossé aménagé dans la prairie, peut-être creusé en 1590. Le roi accorde aux échevins des privilèges afin de financer les travaux. Guillaume de Condren, nommé entre-temps commissaire général, intendant des réparations et fortifications de la ville de Caen envisage de poursuivre en 1593 les travaux en construisant le bastion prévu face à Vaucelles. Mais les échevins préfèrent se concentrer sur les autres bastions et la nouvelle courtine dite des Tenailles ; finalement, cet ouvrage ne sera jamais réalisé. En revanche, les plans initiaux sont modifiés en vue de percer dans la courtine une nouvelle porte, dite neuve ou des Près, permettant d'entrée dans la ville depuis la Prairie. Celle-ci est achevée en 1595. Cette même année commence les travaux du bastion de la Cercle.
Les ressources accordées en décembre 1592 pour trois ans n’étant plus disponibles et le contexte politique étant moins tendu, le chantier est stoppé pendant plusieurs années et l'ouvrage commence à tomber en ruine. À partir de 1598, le centre du bastion de la Cercle, laissé inachevé est occupé par le Champ de foire. Les travaux de la muraille reprennent en 1609 et sont définitivement achevés en 1615. Les travaux du bastions de la foire reprennent en 1616 et ceux du bastion Saint-Étienne en 1617. L'ensemble est terminé en 1620-1621. Les Jésuites sont ainsi autorisés à détruire l'ancienne fortification se trouvant derrière le collège du Mont où ils sont installés.
Le quartier de la place Royale peut alors être aménagé à l’emplacement des Petits Près entre cette courtine et les enceintes de Bourg-le Roi et de l’île Saint-Jean. Cet espace offre ainsi l’avantage de combler le vide entre la paroisse Notre-Dame et la paroisse Saint-Jean en permettant de sécuriser par la même occasion la chaussée Saint-Jacques, voie de circulation permettant de désengorger le pont Saint-Pierre. La partie des murailles située désormais à l’intérieur de l’espace urbain devient alors obsolète.

## Destruction des enceintes
En 1432, les Anglais envisagent de détruire certaines fortifications autour de Saint-Étienne et la Trinité puis se ravisent.
La destruction des fortifications commence à la fin du XVIIe siècle par les Petits murs, rendus obsolètes par la construction de la courtine. La Tour Saint-Jacques et la Porte des Jacobins sont ainsi détruites pour ouvrir la rue de Bernières. Les tours sont utilisées comme prison.
Mais le mouvement s'accélère dans la seconde partie du XVIIIe siècle quand les édiles et les officiers royaux conçoivent de grands plans d’urbanisme pour aérer la cité médiévale. Malgré le rapport du maréchal de camp Louis Le Bègue Duportail qui préconise la remise en état des fortifications, celles-ci sont démolies progressivement. En 1716, les murs le long des quais entre la tour aux Landais et le pont Saint-Pierre sont abattus ; de l’autre côté de cette tour, les murs soutenus par des terrasses sont arasés et le terrain pavé afin d’élargir la rue des quais. Afin d’aménager la place Saint-Pierre et d’améliorer la circulation générale, notamment sur l'axe Paris – Cherbourg, on détruit le Châtelet en 1755 et la Porte Millet, au sud de l'île Saint-Jean, au début des années 1760. Dans les années 1750 encore, l’intendant de la Généralité de Caen, François-Jean Orceau de Fontette, fait raser une partie des remparts vers le Coignet aux Brebis, extrémité ouest de la place Saint-Sauveur, pour aménager la place Fontette et ouvrir une nouvelle voie d’accès à la ville par l’ouest à travers les jardins de l’Abbaye aux Hommes, la rue Guillaume le Conquérant. La porte Saint-Étienne est détruite en 1758. La tour Chastimoine est détruite à la fin des années 1780 pour construire le nouveau Palais de Justice. En 1782, la porte au Berger est démolie. En 1783, la Porte de Bayeux est démolie pour créer la place Saint-Martin et en 1785, la porte Saint-Julien disparait,. En 1786, on comble les Fossés Saint-Julien pour les aménager en promenade. Les fortifications des deux abbayes sont également démantelées. On aménage les jardins de l’Abbaye aux Hommes en remblayant le terrain pour créer une grande esplanade. En 1797, il est décidé de combler les fossés de la courtine des Tenailles et en 1798 le principe de la destruction de la porte des Près est adopté.
Les destructions continuent tout au long du XIXe siècle jusque dans la première partie du XXe siècle. En mai 1806, la porte des Près est démolie. À l'emplacement des anciens fossés de la courtine, est créé l’actuel Boulevard Bertrand. Puis en août 1819, c'est au tour de la porte de la Basse rue d'être démolie ; c'est la dernière porte à avoir été détruite. En 1821, les vestiges de l'enceinte de l'Abbaye aux Dames sont également démolies. En 1830, les Tours du Massacre et Malguéant sont également démantelées. En 1922, le Canal Robert est comblé.
Lors de la destruction de l'hospice Saint-Louis au début des années 1920, un pan des murailles demeurant entre l'actuelle place Maréchal-Foch et la place du 36e Régiment d'infanterie est démoli afin de lotir le quartier Saint-Louis. La tour Ès-Morts et la tour Devers-les-Près font l'objet d'un classement au titre des monuments historiques en 1921 et sont conservées. Mais en 1926, la tour Devers-les-Morts, dans un état de délabrement trop avancé, est radiée de la liste des monuments historiques. La tour Ès-Morts quant à elle est détruite pendant les bombardements de la bataille de Caen.

## Les portes et tours

### Les portes

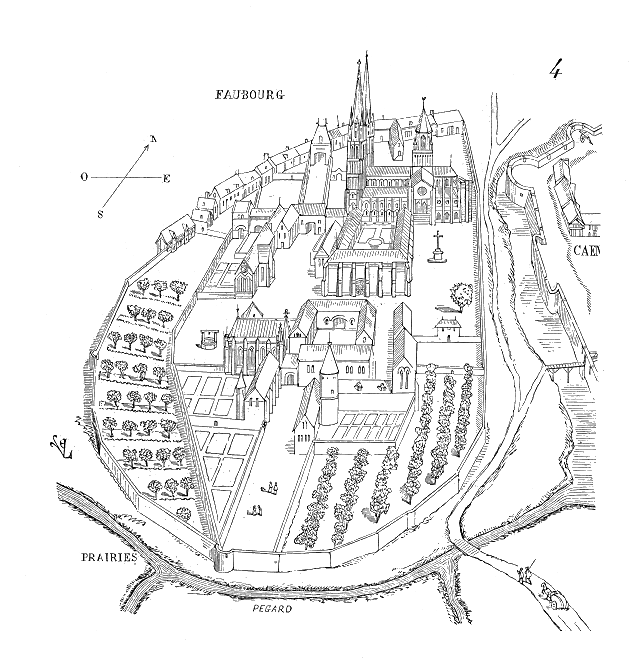
Plan de l'abbaye aux Hommes, extrait du Dictionnaire raisonné de l’architecture française du, par Eugène Viollet-le-Duc, 1856.

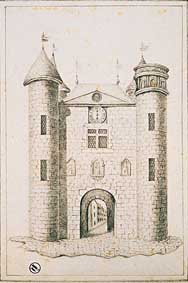
Le châtelet par Georges Bouet.

Les quatre premières portes de la ville sont la porte Milet (mentionnée en 1175), la porte du marché, la porte Calibourg (mentionnée en 1247) et la porte au Berger.
Plusieurs portes permettaient d’entrée dans la ville :
- porte du Pont de Darnetal ou Pont Saint-Pierre (fortifié par le châtelet) ;
- porte de la Boucherie ou Notre-Dame (dans l’actuelle rue de Strasbourg) ;
- porte Saint-Étienne (à proximité de l’église Saint-Étienne-le-Vieux) ;
- porte Arthur ou porte au Duc ;
- porte Saint-Martin, du Marché, de Bayeux, Pémagnie[note 3] (vers le Bessin ou la Bretagne) ou Baudry (sur l’actuelle place Saint-Martin)[note 4] ;
- porte Saint-Julien, Calibort[note 5] ou Vilaine ;
- porte au Berger ;
- porte du Bac, Saint-Malo ou Saint-Gilles (donnant accès au port) ;
- porte Millet (entre l’île Saint-Jean et Vaucelles) ;
- porte des Prés (sur la courtine construite en 1590, du côté ouest de l’actuelle place Gambetta).

Plusieurs portes, de moindre importance, furent provisoirement construites sur les enceintes de la ville :
- porte du Moulin (au bout de la rue Hamon sur l’actuel boulevard Maréchal-Leclerc) ;
- porte des Jacobins (vers le théâtre) ;
- porte de l’île Renaud (vers la porte Saint-Étienne) ;
- porte des Mineurs (vers l’actuelle clinique de la Miséricorde, anciennement couvent des Cordeliers).

### Les tours

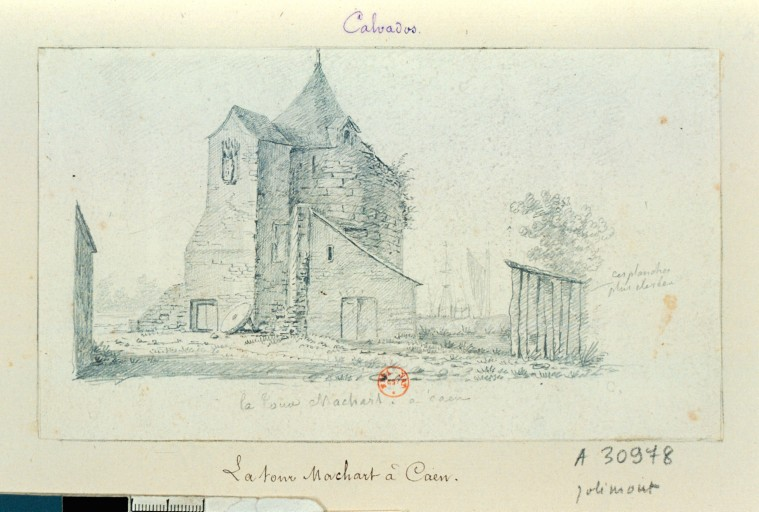
Tour Machart au début du XIXe siècle (François-Gabriel-Théodore Basset de Jolimont).

Les tours qui jalonnent l'enceinte sont soit carrées (les plus anciennes) et celles au sud-est et à l'ouest par des tours sont semi-circulaires (les plus récentes).
Parmi la vingtaine de tours qui flanquaient les enceintes, on connait le nom des principales :
- tour Leroy ;
- tour aux Landais, reliée à la précédente par une chaîne pour protéger l’accès au port ;
- tour Lebaski à l’extrémité de la rue Neuve-Saint-Jean ;
- tour Machard ou au Massacre, vers l’angle sud-ouest de la place d’armes ;
- tour Malguéant ou des Moulins de l’Hôtel-Dieu de Caen à proximité de la porte Millet ;
- tour-ès-Morts, vers l’angle entre la promenade de Sévigné et le cours de Gaulle (rue Paul Toutain) ;
- tour Anzeray ;
- tour Pendant (tour Pend-Larron) ;
- tour Saint-Jacques ;
- tour de la Boucherie ou Meritain ;
- tour Lourirette ;
- tour Chastimoine ;
- tour Silly ou des Cordeliers ;
- tour Puchot, à l’angle nord-ouest du château pour protéger la porte Saint-Julien ;
- tour de la Reine Mathilde, à l’angle sud-est du château de Caen.

## Les vestiges
On peut encore retrouver des traces des différentes enceintes dans le tissu urbain d’aujourd’hui.
| Nom                                                                        | Géolocalisation                    | Observations | Image                                                         |
| -------------------------------------------------------------------------- | ---------------------------------- | --- | ------------------------------------------------------------- |
| Château de Caen                                                            | 49° 11′ 11″ nord, 0° 21′ 48″ ouest | Château médiéval. La totalité des constructions et vestiges sont partiellement classés au titre des monuments historiques par arrêté du 10 avril 1997.                                                                                   | Porte des Champs.                                             |
| Mur et tour dans une cour de la rue de Geôle                               | 49° 11′ 09″ nord, 0° 21′ 58″ ouest | |                                                               |
| Mur et tour dans la cour de la clinique de la Miséricorde                  | 49° 11′ 08″ nord, 0° 22′ 01″ ouest | Une partie du mur a été rasée lors du prolongement de la rue Gémare vers les Fossés-Saint-Julien | Mur et tour dans la cour de la clinique de la Miséricorde.    |

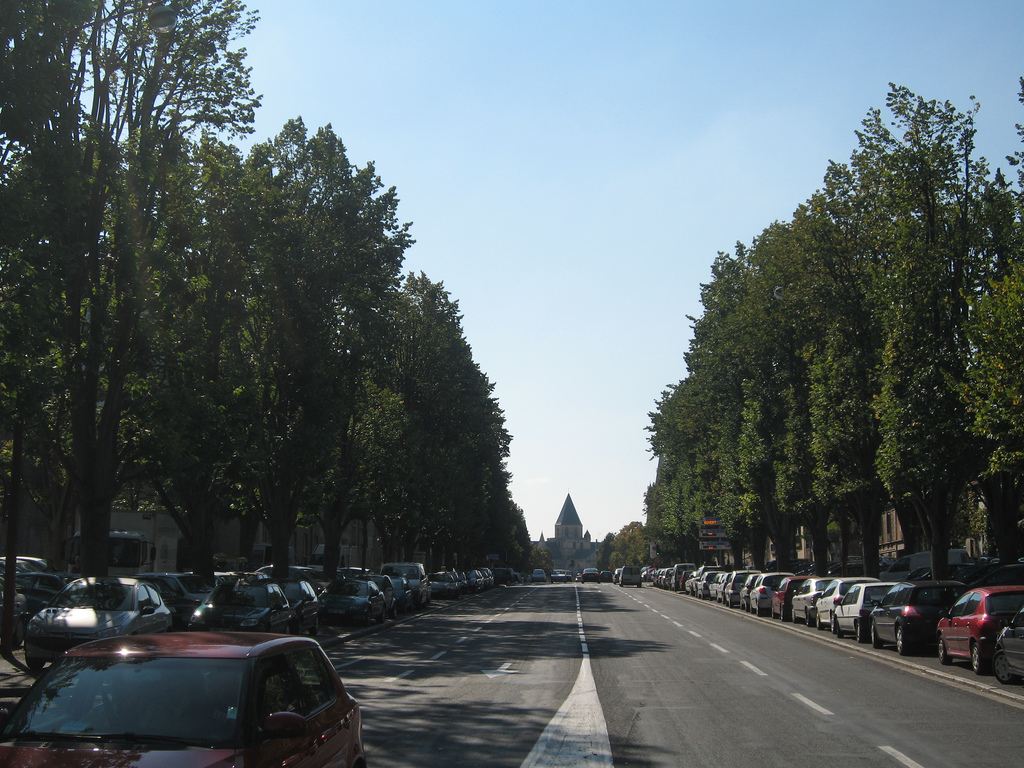
Les fossés Saint-Julien aujourd’hui.

| Mur et tour, remaniée, passage de l'Odon                                   | 49° 10′ 52″ nord, 0° 22′ 01″ ouest | |                                                               |
| Mur près de l'ancienne porte au Berger                                     | 49° 11′ 05″ nord, 0° 21′ 35″ ouest | Soubassement de l'immeuble situé au no 9 rue Graindorge | Soubassement dans la cour du 9 rue Graindorge.                |
| Tour Leroy                                                                 | 49° 11′ 03″ nord, 0° 21′ 33″ ouest | La tour Leroy est inscrite au titre des monuments historiques par arrêté du 19 avril 1933. | Tour Leroy.                                                   |
| Tour Saint-Julien                                                          | 49° 11′ 03″ nord, 0° 22′ 08″ ouest | Tour carrée inscrite dans le mur du collège Pasteur avec les anciennes murailles de la ville qui délimite le sud des fossés Saint-Julien. Elle est partiellement inscrite au titre des monuments historiques par arrêté du 13 juin 1927. | Tour Saint-Julien.                                            |
| Vestiges de l'huis de la poissonnerie                                      | 49° 11′ 02″ nord, 0° 21′ 37″ ouest | Petite porte qui permettait l'accès à la poissonnerie, alors accolée à l'église Saint-Pierre, depuis les bords de l'Odon. | Mur de Bourg-le-Roi au pied de l'église Saint-Pierre.         |
| Anciennes murailles de la ville au pied de l’église Saint-Étienne-le-Vieux | 49° 10′ 52″ nord, 0° 22′ 11″ ouest | À l’origine le sol dans ce secteur était plus bas, puisqu’il a été remblayé au XVIIIe siècle. | Mur de Bourg-le-Roi longeant l’église Saint-Étienne-le-Vieux. |
| Tour d'angle                                                               | 49° 10′ 48″ nord, 0° 22′ 23″ ouest | Tour du XIVe siècle, vestige du système défensif de l'abbaye aux Hommes. La tour est inscrite au titre des monuments historiques par arrêté du 24 février 1928.                                                                          | Tour Puchot (rue du Carel).                                   |
| Vestiges du mur de l'abbaye aux Hommes, rue du Carel                       | 49° 10′ 48″ nord, 0° 22′ 21″ ouest | | Vestiges des remparts de l'abbaye aux Hommes, rue du Carel.   |
| Tour Guillaume                                                             | 49° 10′ 54″ nord, 0° 22′ 29″ ouest | Tour du XIVe siècle de l’enceinte de l’abbaye aux Hommes dans la cour du Palais Ducal, rue Lebailly. La tour est inscrite au titre des monuments historiques par arrêté du 2 mai 1927.                                                   | Tour Guillaume (rue Lebailly).                                |
| Ancien bastion des jésuites                                                | 49° 10′ 48″ nord, 0° 22′ 09″ ouest | Ancien mur du bastion des jésuites dans la cour de ERDF, promenade du Fort |                                                               |
| Levée de terre dans les jardins de l'hôtel de préfecture du Calvados       | 49° 10′ 48″ nord, 0° 21′ 59″ ouest | Ancienne courtine du XVIe siècle | Ancienne courtine.                                            |
| Rue des Fossés Saint-Julien                                                |                                    | Grand fragment de courtine en bel appareil flanquées de tours quadrangulaires empattées, assez semblables à celles du château (XIVe siècle).                                                                                             |                                                               |

### Vestiges archéologiques
En 2015, en préalable aux travaux de construction d'un immeuble sur le site de l'ancienne caserne Martin, l'Inrap mène des fouilles préventives et retrouve les fondations du bastion de la Foire (49° 10′ 42″ nord, 0° 21′ 49″ ouest) . Le bon état de conservation de ces vestiges du XVIe siècle, justifie des fouilles complètes,.
Des fouilles préventives menées début 2024 dans le cadre des travaux des nouvelles lignes du tramway de Caen ont permis d'étudier plusieurs vestiges :
- muraille et tour, boulevard Maréchal-Leclerc ;
- courtine du XVIe siècle, place Gambetta ;
- bastion des Jésuites, boulevard Bertrand ;
- tour d'angle des fortifications de l'abbaye aux Hommes, avenue Albert-Sorel[35].

### Odomymes
La trace des fortifications peut également être retrouvée dans le nom des rues :
- rue Porte-au-Berger ;
- rue Porte-Millet ;
- rue de la Chaussée-Ferrée ;
- fossés Saint-Julien ;
- rue des Fossés-du-Château ;
- promenade du Fort, référence au bastion des Jésuites. À l'époque de la fortification bastionnée, on remplaça l'ouvrage de terre par un bastion maçonné. Commencé en 1610, il fut terminé en 1618[3].